# القیسا
القیسا یک منطقهٔ مسکونی در سوریه است که در استان ریف دمشق واقع شده‌است.

## خصوصیات
القیسا ۴٬۱۵۱ نفر جمعیت دارد.